# ألف غراي
ألف غراي (بالإنجليزية: Alf Gray)‏ (13 أغسطس 1910 في المملكة المتحدة - 1 يناير 1974) هو لاعب كرة قدم بريطاني (وحمل سابقاً جنسية المملكة المتحدة لبريطانيا العظمى وأيرلندا) في مركز الدفاع. لعب مع أولدهام أثلتيك ونادي توركي يونايتد ونادي ليفربول ولينكولن سيتي أف سي وDaisy Hill F.C. ‏ وNewark Town F.C. ‏.